# Roosevelt megye (Montana)
Roosevelt megye az Amerikai Egyesült Államokban, azon belül Montana államban található. Megyeszékhelye és legnagyobb városa Wolf Point. Lakosainak száma 10 794 fő (2020. április 1.). Roosevelt megye Sheridan, Richland, Valley, McCone, Daniels, Williams és McKenzie megyékkel határos.

## Népesség
A megye népességének változása:
| Lakosok száma | 10 438 | 10 524 | 10 903 | 11 125 | 11 476 | 10 794 |
|               | 2010   | 2011   | 2012   | 2013   | 2015   | 2020   |